# خوسيه ترافاسوس
خوسيه أنطونيو باريتو ترافاسوس (بالبرتغالية: José António Barreto Travassos؛ 22 فبراير 1926 – 12 فبراير 2002) كان لاعب كرة قدم برتغاليًا لعب كمهاجم.

## وصلات خارجية
- خوسيه ترافاسوس على موقع ناشيونال فوتبول تيمز (الإنجليزية)